# Croix de cimetière de Fultot
La croix de cimetière de Fultot est un monument situé à Fultot, en Normandie.

## Localisation
La croix est située dans le cimetière du village.

## Historique
La croix est datée par le don par les « seigneurs de la terre des Autels » en 1626.
Le monument est classé comme monument historique depuis le 27 décembre 1913.

## Description

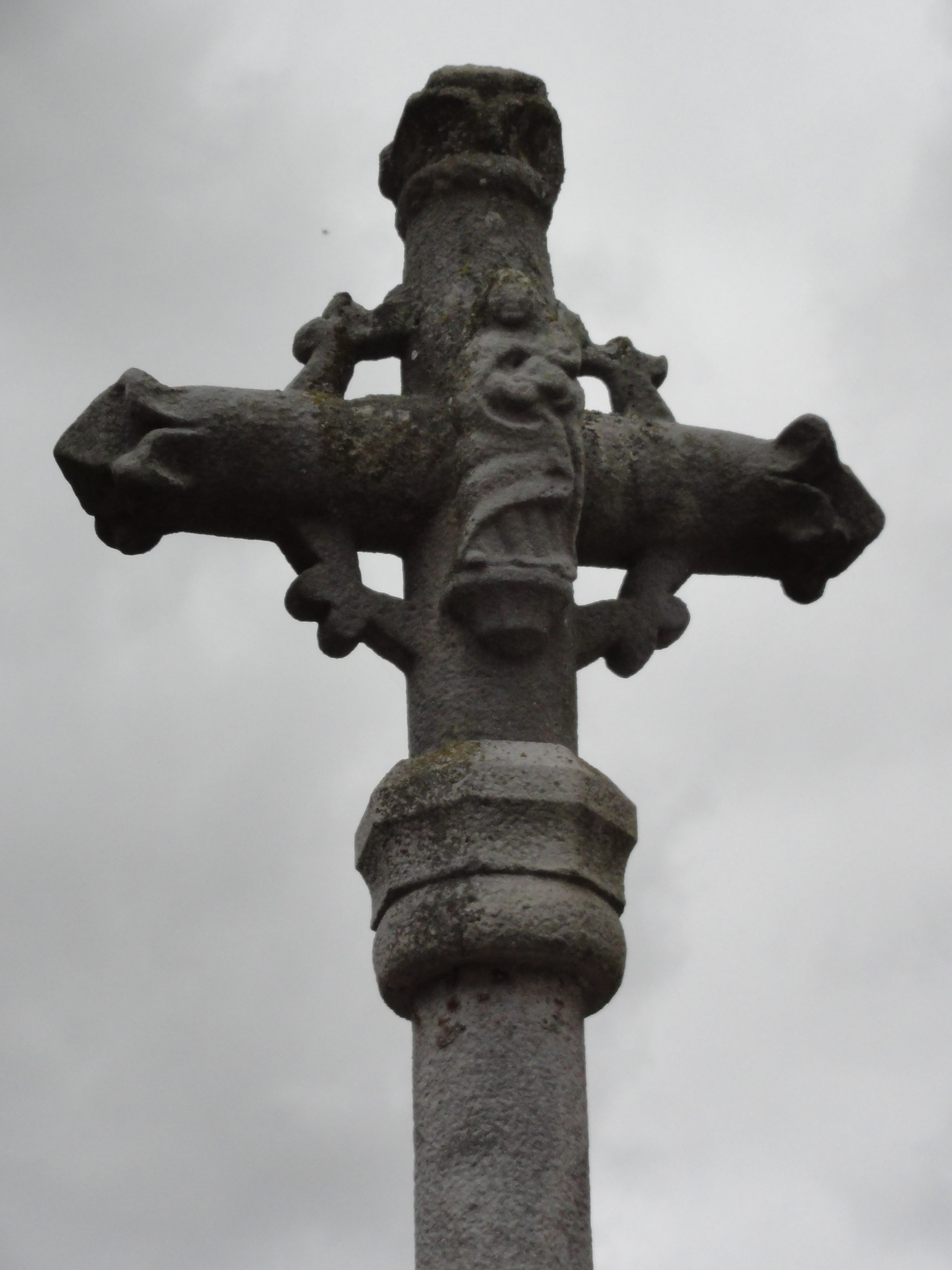
Face de la croix avec la représentation de la Vierge.

La croix est en grès. Elle comporte des motifs du Christ et de la Vierge.